# Language Science Press
Language Science Press (LSP) est une maison d'édition universitaire en libre accès spécialisée en linguistique, créée en 2014,. Language Science Press publie des livres sur un serveur central de stockage et d'archivage, et propose également des services d'impression à la demande,. Les livres sont publiés sous la licence Creative Commons CC-BY. À date de juillet 2023, le catalogue compte 209 ouvrages publiés. L'anglais est la langue de publication très majoritaire, mais certaines collections comprennent des ouvrages en allemand, portugais, espagnol, chinois et français. Trente ouvrages en moyenne sont publiés chaque année : monographies, et ouvrages collectifs placés sous la responsabilité éditoriale de responsables d'ouvrage.

## Historique
Language Science Press a été fondé à la suite de l'initiative Open Access in Linguistics (OALI) lancée par Stefan Müller et ses collègues de l'Université libre de Berlin en 2012. Une demande de financement a été soumise conjointement par Martin Haspelmath et Stefan Müller dans le cadre de l'appel « Open Access Monographs in the Humanities ». Un financement a été accordé par la Fondation allemande pour la recherche pour la conception d'un modèle économique et sa mise en œuvre à partir de juin 2014.
De 2016 à 2018, Language Science Press a été soutenu financièrement par l'Université Humboldt de Berlin. Une campagne de financement participatif a ensuite pris le relais : Language Science Press a reçu un soutien financier de 105 institutions (principalement des universités) lors d'une première campagne de 2018 à 2020. La seconde campagne a vu la participation de 115 institutions. Une troisième campagne est en cours en 2023. 
En 2022, un livre publié par cette maison d'édition (A Grammar of Gyeli de Nadine Grimm) a remporté le prestigieux Leonard Bloomfield Book Award, décerné par la Linguistic Society of America.

## Organisation
Language Science Press comporte actuellement 31 collections.
Les nouvelles propositions de collections sont examinées par un conseil consultatif. La soumission d'un ouvrage se fait auprès des responsables d'une collection donnée.
Le modèle économique de Language Science Press est documenté en ligne de façon détaillée.

## Typographie
Language Science Press a fait le choix de la plate-forme {\displaystyle \mathrm {L\!\!^{{}_{\scriptstyle A}}\!\!\!\!\!\;\;T\!_{\displaystyle E}\!X} } en ligne Overleaf,.
Le code source des livres est disponible à partir d'un dépôt GitHub.